# Maximilien de Mélin
Maximilien-François Demelin (Chièvres, 7 mei 1768 - Brussel, 19 september 1834), ook de Mélin geschreven, was lid van het Belgisch Nationaal Congres.
Demelin was inspecteur van directe belastingen in het arrondissement Nijvel.
De kiezers van dit arrondissement verkozen hem in 1830 tot plaatsvervangend lid voor het Nationaal Congres. Hij werd effectief lid op 15 februari 1831, in opvolging van de ontslagnemende Paul Wyvekens. Aan de stemming voor een regent nam Demelin geen deel: hij liet weten dat hij ongesteld was. Hij stemde wel voor Leopold van Saksen Coburg en aanvaardde het Verdrag der XVIII artikelen.